# The Anger and the Truth
The Anger and the Truth is het derde studioalbum van de Amerikaanse punkband The Unseen. Het werd uitgegeven op 17 juli 2001 door BYO Records.

## Nummers
1. "Live in Fear" - 2:15
2. "Something to Say" - 1:52
3. "Give In to Hate" - 2:06
4. "1,000 Miles" - 1:24
5. "The Anger and the Truth" - 2:18
6. "No Turning Back" - 1:32
7. "What Happened?" - 2:45
8. "No Master Race" - 2:23
9. "Never Forget" - 1:55
10. "Where Have You Gone?" - 2:38
11. "Fight for a Better Life" - 2:20
12. "No Evacuation" - 2:16